# 奧澤里尼夫卡
47°53′5″N 31°31′19″E / 47.88472°N 31.52194°E
奧澤里尼夫卡（烏克蘭語：Озеринівка），是烏克蘭南部的村莊，隸屬尼古拉耶夫州的沃茲涅先斯克區。該村面積0.47平方公里，海拔高度112米，2001年人口139，人口密度每平方公里295.7人。